# Derech Eretz
Derech Eretz (in ebraico דרך ארץ‎?) è un partito politico israeliano, nato da una scissione a destra di Telem.

## Storia
Derech Eretz nasce, come gruppo parlamentare, il 29 marzo 2020, quando i due membri di Telem Yoaz Hendel e Zvi Hauser, eletti nelle liste della coalizione Blu e Bianco, abbandonano il loro partito per seguire Benny Gantz nella maggioranza a sostegno del Governo Netanyahu V. I due parlamentari, insieme a Orly Levy di Gesher, avevano in precedenza fatto tramontare l'ipotesi di un governo di minoranza guidato da Benny Gantz con il sostegno dell'alleanza araba Lista Comune.
Il 9 dicembre 2020 i due parlamentari annunciano l'adesione al partito Nuova Speranza fondato da Gideon Sa'ar. Nella lista per le elezioni del marzo 2021 ottengono le posizioni 4 e 8. Il deludente risultato elettorale del nuovo partito porta alla rielezione del solo Hendel.
Rimasti esclusi dall'accordo elettorale di Nuova Speranza con Blu e Bianco, il 27 luglio 2022 Hendel e Hauser annunciano un'alleanza con Yamina, guidata da Ayelet Shaked, dal nome di Spirito Sionista.
L'11 settembre, tuttavia, questo accordo viene annullato e, due giorni dopo, Hendel annuncia il suo ritiro dalla corsa elettorale.

## Risultati elettorali
| Elezioni | Leader      | Voti              | %                 | Seggi   | +/- |
| -------- | ----------- | ----------------- | ----------------- | ------- | --- |
| 2021     | Yoaz Hendel | In Nuova Speranza | In Nuova Speranza | 1 / 120 | 1   |